# Arno Kriegsheim
Arno Graf von Kriegsheim – in der Literatur oft auch nur Arno Kriegsheim – (* 16. Februar 1880 in Wiesbaden; † nicht zu ermitteln) war Offizier im preußischen Generalstab, dann politischer Direktor des Reichslandbundes und im Zweiten Weltkrieg als Oberstleutnant Chef des Stabes beim Befehlshaber des Rückwärtigen Heeresgebietes Nord.

## Leben
Kriegsheim begann seine militärische Laufbahn in den Jahren 1893 bis 1898 als königlich preußischer Kadett mit anschließender Beförderung zum Leutnant. Von 1906 bis 1910 besuchte er die preußische Kriegsakademie in Berlin-Mitte und kam 1911 zum Großen Generalstab.
Im Ersten Weltkrieg diente er von 1914 bis 1918 als Generalstabsoffizier, Kompaniechef und Bataillonskommandeur. Zuletzt war er im Jahr 1918 Major in der Obersten Heeresleitung als politischer Nachrichtenoffizier und Verbindungsoffizier zwischen der Obersten Heeresleitung und dem preußischen Kriegsministerium. 1919 war er noch beim Großen Generalstab eingesetzt, wurde dann aber als Major außer Dienst (a. D.) gestellt.
Von nun an betätigte er sich als Pfleger des Kriegsheim’schen Fideikommisses Jordansmühl (Landkreis Reichenbach, Niederschlesien). Ebenfalls 1919 wurde er Geschäftsführer des Deutschen Landbundes und 1921 als Chef der „Abteilung für politische Planung und Koordination“ Direktor des neuen Reichslandbundes in Berlin. In dieser Funktion war er auch Herausgeber des „Nachrichtenblattes der Arbeitsgemeinschaft der deutschen Landwirtschaft“ (Berlin). Am 20. September 1923 hatte er gemeinsam mit dessen Präsidenten Gustav Roesicke (MdR für die DNVP) sowie den Vorstandsmitgliedern Hans von Goldacker (DNVP) und Hans Bogislav Graf von Schwerin ein Gespräch bei Hans von Seeckt, seit Juni 1920 Chef der Heeresleitung der Reichswehr; die Vertreter der Landwirtschaft drängten Seeckt, die Macht zu übernehmen, vor allem forderten sie „die Entfernung jeglichen sozialdemokratischen Einflusses aus der Regierung“. Dieses Amt hat er bis 1936 inne.
Ebenfalls im Jahr 1919 wurde er Mitglied in der DNVP und blieb dies bis 1929. Er war Mitglied im Deutschen Herrenklub (DHK), einer Vereinigung von Großgrundbesitzern, Großindustriellen, Bankiers, hohen Ministerialbeamten und anderen hochgestellten Persönlichkeiten des öffentlichen Lebens in der Zeit der Weimarer Republik. Außerdem war er Mitglied der „Gesellschaft zum Studium des Faschismus“. Von 1928 bis 1933 war er Mitglied des „Vorläufigen Reichswirtschaftsrates“.
Im Jahr 1931 vermittelte er Adolf Hitler einen Besuch beim Reichspräsidenten Paul von Hindenburg. Zum 1. Mai 1933 trat Kriegsheim in die NSDAP ein (Mitgliedsnummer 2.644.698) und wurde Stabsleiter der Hauptabteilung I („Der Mensch“) des Reichsnährstandes (bis 1934). 1934 trat er in die SS (Mitgliedsnummer 218.830) ein. In den Jahren 1934 bis 1937 war er Reichskommissar z. b. V. im Reichsministerium für Ernährung und Landwirtschaft (Organisation der deutschen Kriegsernährungswirtschaft), von 1936 bis 1937 zugleich Leiter der Stelle Ernährungssicherung beim Reichsbauernführer. Um 1937 wurde er zum SS-Sturmbannführer ernannt, wurde aber bereits 1938 in den Ruhestand versetzt.
Im Zweiten Weltkrieg war er vom 15. April bis 20. Mai 1940 Major beim Grenzschutz-Abschnittskommando Mitte und anschließend bis zum 14. Februar 1941 beim Höheren Kommando z. b. V. des 36. Heereskorps. Im Februar und März 1941 war er kurz in der Quartiermeisterabteilung des Oberbefehlshabers Ost in Polen. Ab Mitte März 1941 als Oberstleutnant Generalstabschef unter General der Infanterie Franz von Roques des Befehlshaber des Rückwärtigen Heeresgebietes Nord der Heeresgruppe Nord.

In Roques Stab war von Anfang an eine sehr kritische Meinung über den Ostfeldzug verbreitet. In einem Buch schrieb 1950 Peter Kleist, bis November 1941 Verbindungsoffizier des Reichsministerium für die besetzten Ostgebiete, über die Meinungen dieses Stabes:

„Den ganzen Krieg, nicht zuletzt den Ostfeldzug nannten sie einen militärischen Wahnsinn“

Dem Nachfolger von Kleist, dem Hauptmann Unterstab, sagte Kriegsheim bei zwei Treffen im November bzw. im Dezember 1941 seine Meinung über die tatsächliche Kriegslage. Er sagte Hauptmann Unterstab auch, die Erschießungen von Juden seien eines Deutschen unwürdig. Unterstab hatte dieses an seine Vorgesetzten gemeldet und diese Meldung kam bis zu Heinrich Himmler, Reichsführer SS, und Alfred Rosenberg, Reichsminister für die besetzten Ostgebiete. Die SS nahm nun Ermittlungen gegen Kriegsheim wegen „defätistischer Äußerungen“ auf. Roques konnte Kriegsheim nicht helfen, sondern nur eine Versetzung von Unterstab erreichen. Kriegsheim und Roques verband ein „enges Vertrauensverhältnis“. Beide hatten vor dem Ersten Weltkrieg mehrfach, u. a. an der Kriegsakademie und im Generalstab, zusammen gedient. Wegen seiner regimekritischen Äußerungen wurde er schließlich im Mai 1942 als Chef des Stabes beim Befehlshaber des rückwärtigen Heeresgebietes Nord abgelöst und erst aus der SS und später aus der Wehrmacht entlassen.
Nach dem Zweiten Weltkrieg wurde gegen ihn Strafanzeige wegen „Verbrechen gegen den Frieden und die Menschlichkeit“ gemäß dem Kontrollratsgesetz Nr. 10 vom 20. Dezember 1945 erlassen.

## Veröffentlichungen
- als Herausgeber: Nachrichtenblatt der Arbeitsgemeinschaft der deutschen Landwirtschaft. Berlin 1919 ff.
- Die politische Bedeutung des Reichs-Landbundes. In: W. Lambach (Hg.): Politische Praxis. Hamburg und Berlin 1926, S. 295–303.